# Frederic Martínez i Tudó
Frederic Martínez i Tudó (Barcelona, 1907 - 1975) fou un metge i músic barceloní, productor musical i compositor de bandes sonores de pel·lícules. Llicenciat en medicina, alhora que exercia de metge des de 1942 componia bandes sonores de pel·lícules i fins i tot va compondre dues revistes musicals. Alhora, el 1962 creà la Cooperativa Cinematográfica Constelación, que va produir algunes pel·lícules de les que en componia les bandes sonores. Entre 1960 i 1970 va col·laborar en curtmetratges documentals turístics de les productores Herga Films, Teletecnicine Internacional i Apolo Films. Treballà fonamentalment per Francesc Rovira-Beleta i Josep Maria Forn.

## Filmografia
- 1942 - Mosquita en palacio, de Joan Parellada
- 1942 - Sangre en la nieve, de Ramon Quadreny
- 1953 - Hay un camino a la derecha, de Francesc Rovira-Beleta.
- 1954 - Los ases buscan la paz, d'Arturo Ruiz-Castillo y Basala.
- 1956 - Avenida Roma, 66, de Joan Xiol.
- 1957 - Històries de la Fira, de Francesc Rovira-Beleta.
- 1959 - El inocente, de Josep Maria Forn
- 1959 - Julia y el celacanto, d'Antoni Monplet i Guerra.
- 1961 - Los atracadores, de Francesc Rovira-Beleta.
- 1962 - Trampa mortal, d'Antonio Santillán.
- 1963 - A tiro limpio, de Francisco Pérez-Dolz.
- 1964 - La otra orilla, de José Luis Madrid.
- 1965 - La banda del Pecas, de Jesús Pascual
- 1965 - La dama de l'alba, de Francesc Rovira-Beleta.
- 1966 - La piel quemada, de Josep Maria Forn
- 1969 - M'enterro en els fonaments, de Josep Maria Forn
- 1970 - Presagio, de Miguel Iglesias.
- 1975 - El socarrón, de Jaime Puig